# Dzalarhons Mons
Lo Dzalarhons Mons è una struttura geologica della superficie di Venere.